# Myxilla ramosa
Myxilla ramosa är en svampdjursart som beskrevs av Patricia R. Bergquist och Fromont 1988. Myxilla ramosa ingår i släktet Myxilla och familjen Myxillidae. Inga underarter finns listade i Catalogue of Life.